# Минерва (риф)
Риф Минерва — коралловый риф в южной части Тихого океана. Состоит из Южного атолла и Северного атолла. Статус — спорная территория. Риф имеет округлую форму. Страна — Фиджи, но оспаривается Тонга. Постоянного населения нет. Климат тропический, пассатный. На территории рифа образовано непризнанное государство республика Минерва. Риф Минерва является предметом территориального спора между Фиджи и Тонга. Риф Минерва был назван в честь китобойного судна «Минерва», потерпевшего крушение в 1829 году на рифе Южная Минерва.